# Pentole Agnelli
Baldassare Agnelli S.p.A. è un'azienda Italiana produttrice di strumenti di cottura professionali con sede a Lallio.

## Storia
La fabbrica "Fabbrica di Alluminio Baldassare Agnelli" venne fondata dal Cavaliere Baldassare Agnelli nel 1907 a Bergamo, in via Fantoni.
L'azienda in origine produceva una vasta gamma di prodotti in alluminio, come pentole, tramogge per l'industria, forchette, pozzetti da cucina.
Nei due decenni seguenti l'azienda passò da una dimensione artigianale a una industriale: ciò valse negli anni '30 a Baldassare Agnelli il riconoscimento di Cavaliere del Regno.

## Il Museo della pentola Baldassare Agnelli

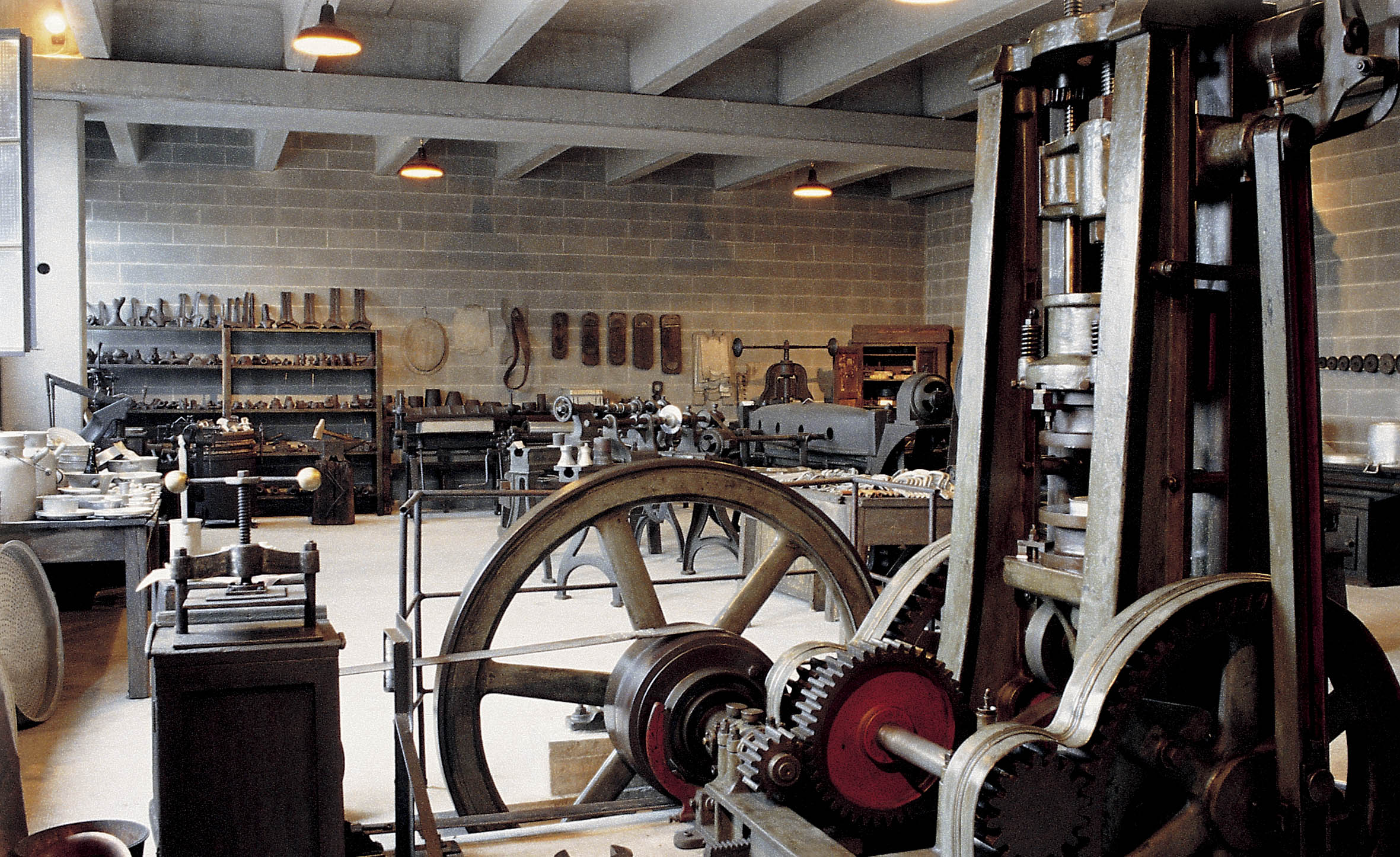
Il Museo della pentola Baldassare Agnelli

La sede di Lallio ospita il Museo della Pentola Baldassare Agnelli, visitabile su appuntamento. La sua funzione è quella di divulgare alla collettività la storia dei primi decenni dell’azienda, mostrando non solo l’evoluzione nelle tecniche di lavorazione dell’alluminio ma anche fornendo uno spaccato della società industriale dei primi del novecento bergamasco.
Il museo è una fedele riproduzione di un'officina dei primi del ‘900. Allestito con gli stessi impianti della storica sede di Via Fantoni dell'azienda, conserva gli strumenti utilizzati dai primi operai: taglierine e piegatrici, torni in lastra e bordatrici, trance e una pressa Schuler degli anni ’20, tuttora funzionante.
Nel Museo sono contenute diverse pentole, differenziate per metodo di fabbricazione ma soprattutto a seconda della loro funzionalità.
L'esposizione museale si espande comprendendo anche altri manufatti in alluminio a testimonianza dell’importanza del materiale e della sua lavorazione agli inizi del secolo, come degli elmetti militari, destinati alle parate dei reduci e realizzati dall'azienda per ottenere dal governo di allora la fornitura di alluminio nonostante fosse razionato.
È pure conservata una raccolta di documenti, fra cui i cataloghi dell'epoca, i registri delle fatture e delle lettere e il calcolatore universale del 1924.